# Empeltament dèrmic
L'empeltament dèrmic o empeltament de pell, un tipus de cirurgia d'empelt, implica el trasplantament de pell. El teixit trasplantat s'anomena empelt de pell.
Els cirurgians poden utilitzar l'empelt de pell per tractar:
- ferides o traumatismes extensos
- cremades
- àrees de pèrdua de pell extensa a causa d'una infecció com la fasciïtis necrosant o la púrpura fulminans[2]
- cirurgies específiques que poden requerir empelts de pell perquè es produeixi la curació, amb més freqüència per l'eliminació de càncers de pell

L'empeltament de pell es realitza després de lesions greus quan part de la pell del cos està danyada. L'extirpació quirúrgica (excisió o desbridament) de la pell danyada va seguida de l'empeltament de pell. L'empelt té dues finalitats: reduir el curs del tractament necessari (i el temps a l'hospital) i millorar la funció i l'aspecte de la zona del cos que rep l'empelt de pell.
Hi ha dos tipus d'empelts de pell:
- El tipus més comú consisteix a treure una capa fina de pell d'una part sana del cos (la secció donant), com pelar una patata.
- Un empelt de pell de gruix total implica pessigar i tallar la pell lluny de la secció donant.

Un empelt de pell de gruix total és més arriscat, pel que fa a que el cos accepti la pell, però només deixa una línia de cicatriu a la secció donant, similar a una cicatriu de cesària. En el cas dels empelts de pell de gruix total, la secció donant sovint es curarà molt més ràpidament que la lesió i causa menys dolor que un empelt de pell de gruix parcial.